# Дискретна оптимизация
Дискретната оптимизация (на английски: discrete optimization) е клон на оптимизацията в приложната математика и компютърните науки.
За разлика от непрекъснатата оптимизация, някои или всички променливи, използвани в дискретната оптимизация са ограничени да бъдат дискретни променливи, тоест да приемат само дискретен набор от стойности като цели числа.

## Видове
Двата основни клона на дискретната оптимизация са:
- комбинаторната оптимизация (combinatorial optimization), която се отнася до задачи за графи, matroids и други дискретни структури;
- целочислено програмиране (integer programming).

Тези два клона са тясно обвързани, тъй като много комбинаторни оптимизационни задачи могат да бъдат моделирани като целочислени програми (например, най-кратък път) и обратно, за целочислени програми често може да бъде дадена комбинаторна интерпретация.